# Ogma (stjärna)

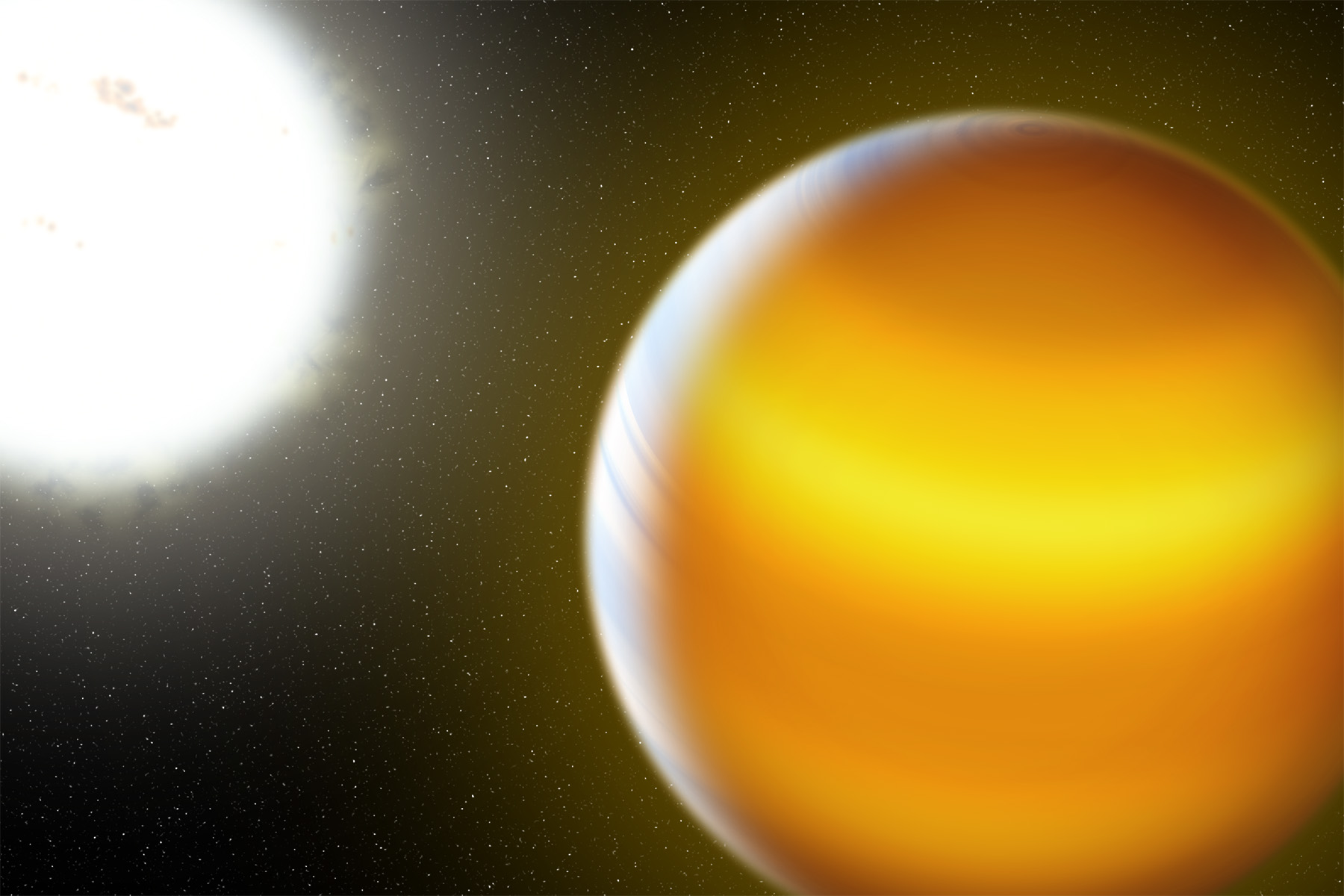
illustration av HD 149026

Ogma, eller HD 149026, är en förmörkelsevariabel av planetpassage-typ (EP) i Herkules stjärnbild.
Stjärnan har visuell magnitud +8,16 och varierar i amplitud med 0,003 magnituder och en period av 2,8758887 dygn.

## Exoplanet
Närvaron av en exoplanet vid stjärnan upptäcktes 2005. Den fick designationen HD 149026 b och fick sedan egennamnet Smertrios samtidigt som stjärnan fick egennamnet Ogma..
| Planet                  | Massa          | Halv storaxel (AE) | Siderisk omloppstid (d) | Excentricitet | Inklination | Radie       |
| ----------------------- | -------------- | ------------------ | ----------------------- | ------------- | ----------- | ----------- |
| Smertrios (HD 149026 b) | 0,324±0,011 MJ | 0,042              | 2,87588874±0,00000059   | 0,0028±0,0024 | 85,3±0,8o   | 0,718±0,065 |